# Angie Pontani
Angie Pontani (Trenton, ...) è una ballerina, coreografa e danzatrice statunitense, specializzata in performance burlesque. Molto spesso disegna i suoi costumi, ma anche gli sfondi e attrezzature di scena.Nel 2008 viene incoronata Miss Exotic World.

## Biografia
Andrea Louisa Pontani nasce a Trenton nel New Jersey. A diciassette anni, nella metà degli anni novanta, comincia la sua carriera di danzatrice nelle "Dutch Weismann Follies". Dopo la chiusura del Dutch Weismanns, Angie, assieme alle sorelle, decide di creare il The World Famous Pontani Sisters, un gruppo di burlesque che si esibiva regolarmente nei locali "Marion's Continental" e "Windows On the World" nel World Trade Center. Nel 2006, Angie comincia a concentrarsi sulle esibizioni singole.
Angie Pontani era la co-produttrice e la stella dello show "This Is Burlesque" nel Corio Supper Club (ora chiuso).
In seguito, si esibisce attorno al mondo sia da sola che assieme alle Pontani Sisters, ed ha creato la serie di DVD "Go-Go Robics". La Pontani diviene produttrice nella produzione itinerante Burlesque-A-Pades ed è la co-produttrice del New York Burlesque Festival, un evento annuale che riunisce centinaia di performers di burlesque da tutto il mondo per 4 notti di esibizioni nella città di New York.
Angie è stata incoronata Miss Cyclone nel 2007, in onore dello storico ottovolante "Coney Island Cyclone" di Coney Island. Come residente di Coney Island, è stata molto attiva nella lotta per salvare la zona dalla lottizzazione che avrebbe messo in pericolo il distretto in cui si trovavano le maggiori attrazioni turistiche del Parco di divertimento.
Angie Pontani è stata incoronata "The Reigning Queen of Burlesque", è stata la vincitrice del Miss Exotic World Pageant nel 2008, concorso durante la riunione del Burlesque Hall of Fame nel Palms Hotel di Las Vegas. Tra gli altri premi ha ricevuto: "The Best Body in Burlesque"-2007 New York Burlesque Festival, "#1 Burlesque Attraction in the Nation"-AOL.com, "Best NY Based Dance Company"= Show Business Weekly, "Hottest Burlesque Troupe" - Village Voice.